# Dipsas bicolor
Dipsas bicolor este o specie de șerpi din genul Dipsas, familia Colubridae, descrisă de Günther 1895. Conform Catalogue of Life specia Dipsas bicolor nu are subspecii cunoscute.